# Вантажний велосипед

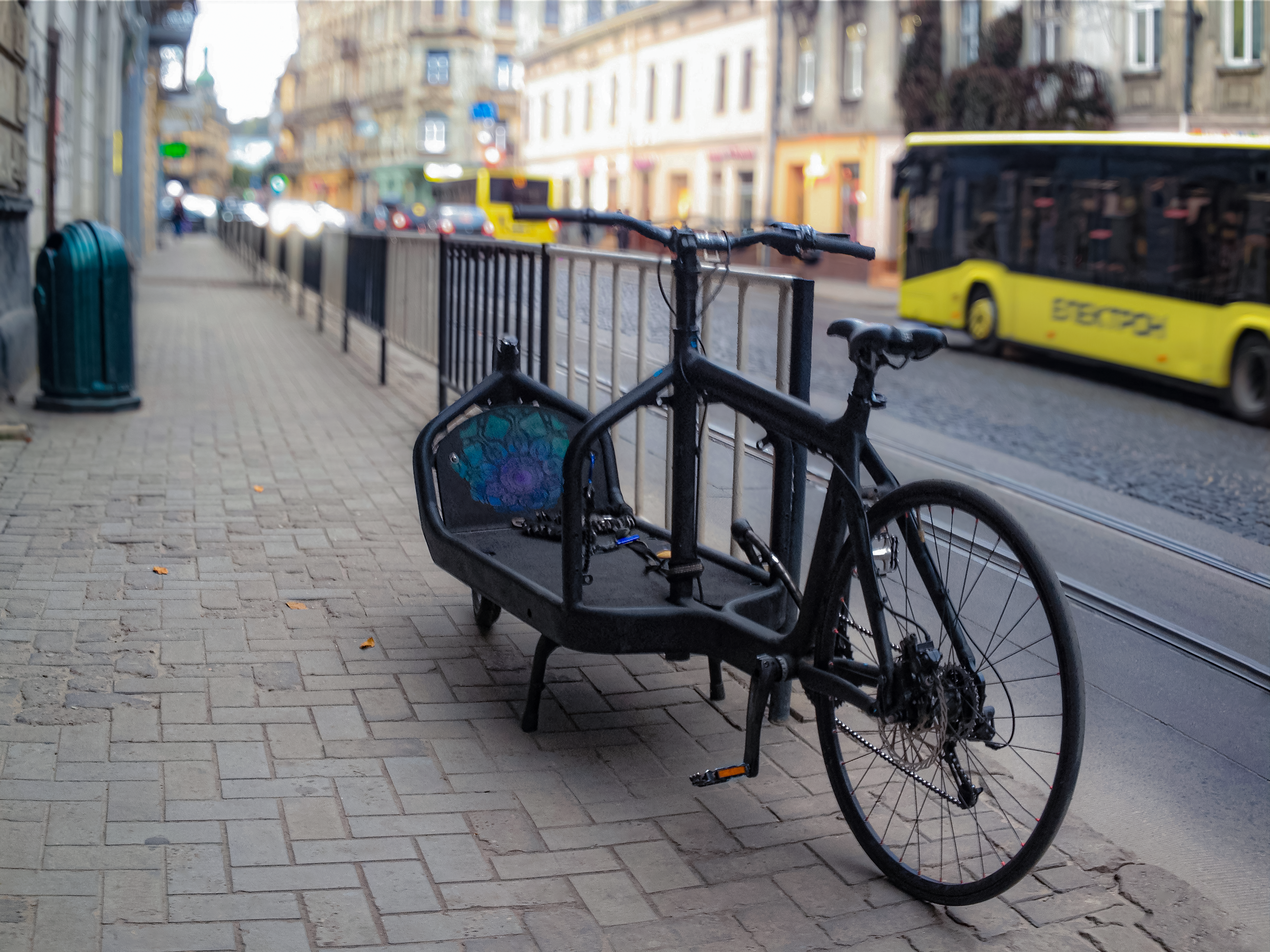
Вантажвéл у Львові, вул. Івана Франка, 2017 р.

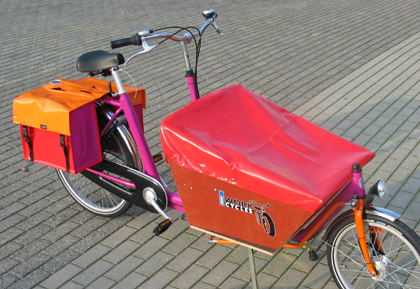
Вантажний велосипед типу "long john" (Нідерланди)

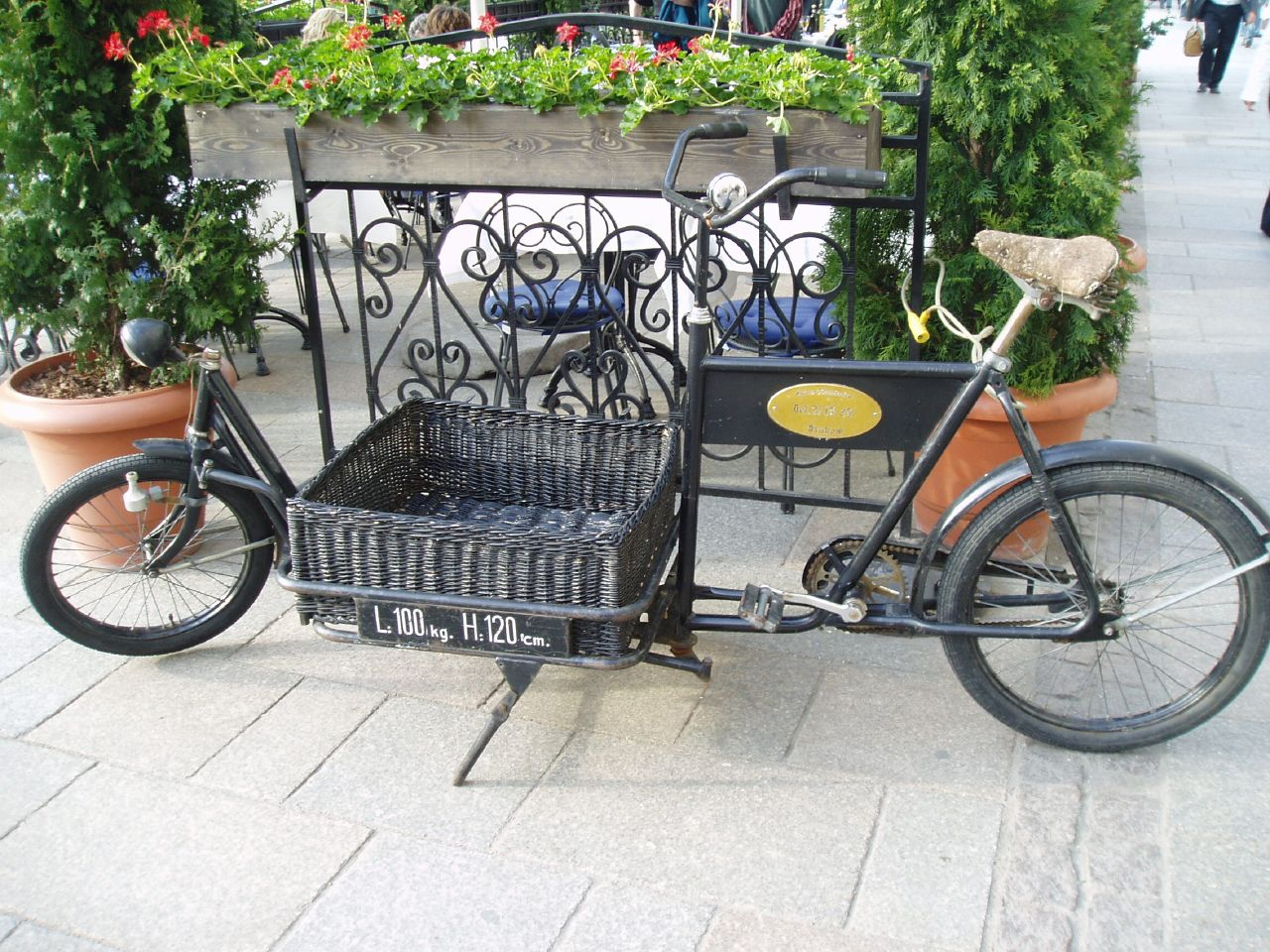
Вантажний велосипед у Кракові (Польща)

Ванта́жний велосипе́д, вантажве́л (також карго-велосипед чи карго-байк) — тип велосипеда, створений спеціально для перевезення вантажів. Починаючи від комерції у вигляді сервісів доставки чи перевезення товарів малим бізнесом до індивідуального використання, такого, як виїзди за покупками, транспортування габаритних предметів для дому, перевезення дітей до школи, дитячого садка тощо. Використання вантажвелів не обмежується тільки перевезенням. Існують фестивалі, де користувачі карго-велосипедів можуть змагатися у перегонах.
Вантажвели бувають різних типів компонування та геометрії. Нижче наведено кілька найпоширеніших рішень:
- Одне колесо спереду, одне позаду; вантажна платформа знаходиться в передній частині велосипеда. Їх ще називають long john. Варто врахувати, що є велика кількість специфікацій цього типу велосипеда, що також означає різну функціональність. Водночас, це один з універсальних вантажних велосипедів через низький центр мас і хорошу маневреність.
- Одне колесо спереду, два позаду; вантажна платформа знаходиться за водієм.
- Два колеса спереду, одне ззаду; вантажна платформа знаходиться перед водієм.

## Використання
- Доставка товарів у щільних міських середовищах
- Продаж продуктів харчування у зонах підвищеного пішохідного руху (включаючи спеціалізовані велосипеди для продажу морозива)
- Транспортування інструментів, у тому числі навколо великих установок, таких як електростанції та CERN
- Оброблення вантажів в аеропорту
- Збирання відходів для переробки
- Перевезення складських запасів

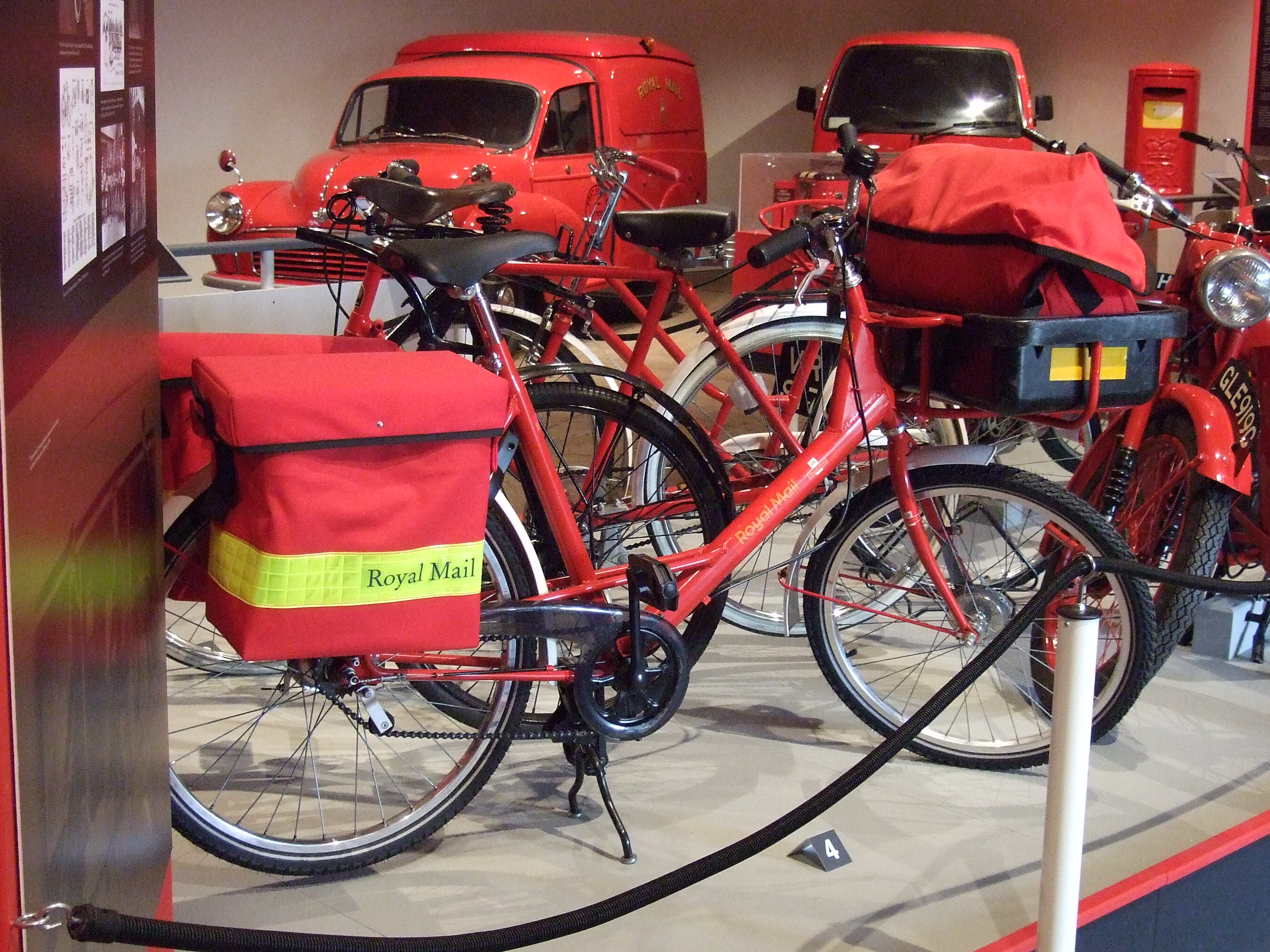
Велосипед Pashley Mailstar

- Велосипед Pashley MailstarДоставка пошти (поштове відділення Великої Британії обслуговує флот із 33 000 велосипедів, в основному Pashley Mailstar[2][en]
- Дитячий транспорт (за оцінками, 90% вантажних велосипедів, що продаються в Амстердамі, використовуються в основному для перевезення дітей.[джерело?])

Для продажу морозива часто використовують спеціальні вантажні велосипеди (з теплоізольованим ящиком).
У Нідерландах деякі кур'єрські компанії використовують велосипеди для доставки вантажу.
Велосипеди як комерційний транспорт особливо популярні в азійських країнах, де наявність транспортних засобів із різних причин обмежена.
У Польщі, Нідерландах транспортні велосипеди дуже популярні. Найпоширенішими є велорикші в декількох туристичних містах. Через невеликий внутрішній ринок і різноманітність виробництво транспортних велосипедів здійснюється лише за запитом.

## Недоліки
Обмеженням будь-якого транспортного засобу, що приводиться в рух за допомогою мускульної сили людей, є відносна слабкість людської сили порівняно з багатьма двигунами, що залишає вузький простір для балансування ваги транспортного засобу, корисного навантаження, його застосування з огляду на географію та топографію. Ці обмеження можуть у деяких випадках відвернути деяких людей від використання вантажних велосипедів, тоді як інші все ще вважають їх корисними, і їхня кількість зростає.
Багато виробників та користувачі вантажних велосипедів використовують електро двигуни, щоб доповнити потужність велосипедиста. Силовий супровід може збільшити корисне навантаження та дальність ходу вантажних велосипедів, але також збільшує вартість велосипеда та потребує акумулятора енергії. Також інтеграція у вантажвел електроприводу збільшує його вартість.
Через фізичні вимоги до їздця, який повинен приводити в рух транспортний засіб, і відсутність захисту від стихій чи інших транспортних засобів також існує можливість, що умови їзди стануть проблемою. Технічні зусилля поліпшення умов ускладнені потребою у малій вазі, міцності і простоті для досягнення низьких витрат за невеликих операцій.

## Переваги
Попри все вище перелічене, вантажні велосипеди мають низку переваг перед моторизованими транспортними засобами:
- Вони не створюють проблем із забрудненням повітря (наприклад, на закритих складах і промислових підприємствах)
- Вони дешевші в експлуатації
- Вони безшумні
- Вони не обмежені наявністю пального
- Вони не такі небезпечні, як більшість дорожніх транспортних засобів
- Вони значно менше сприяють заторам
- Їх легше зберігати в будинку чи квартирі
- Незважаючи на специфіку таких велосипедів, існують виробники[6], які пропонують легкі вироби щоб полегшити перевезення вантажів без електро двигуна.
- Вантажні велосипеди бувають різних модифікацій, компактних[7][8], габаритних[9], технологічних, естетичних, різних форм і кольорів.
- В містах це може бути один з найшвидших траспортних засобів, поряд зі звичайним велосипедом і громадським траспортом.
- До переваг також можна віднести активний спосіб життя.

## Галерея

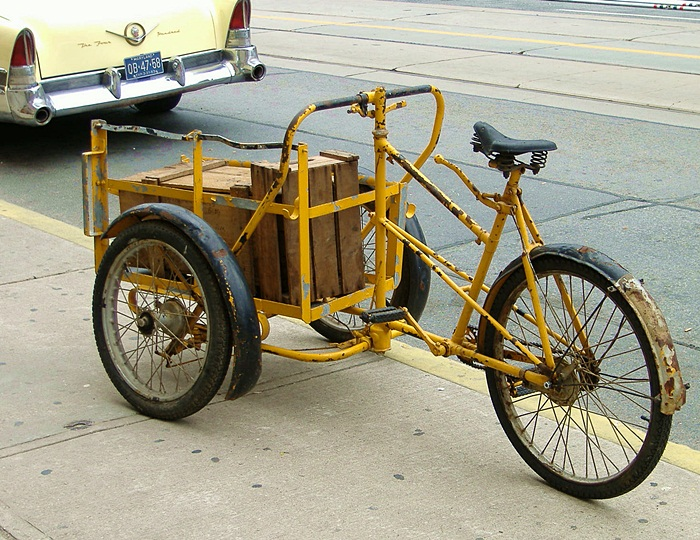
Вантажний велосипед
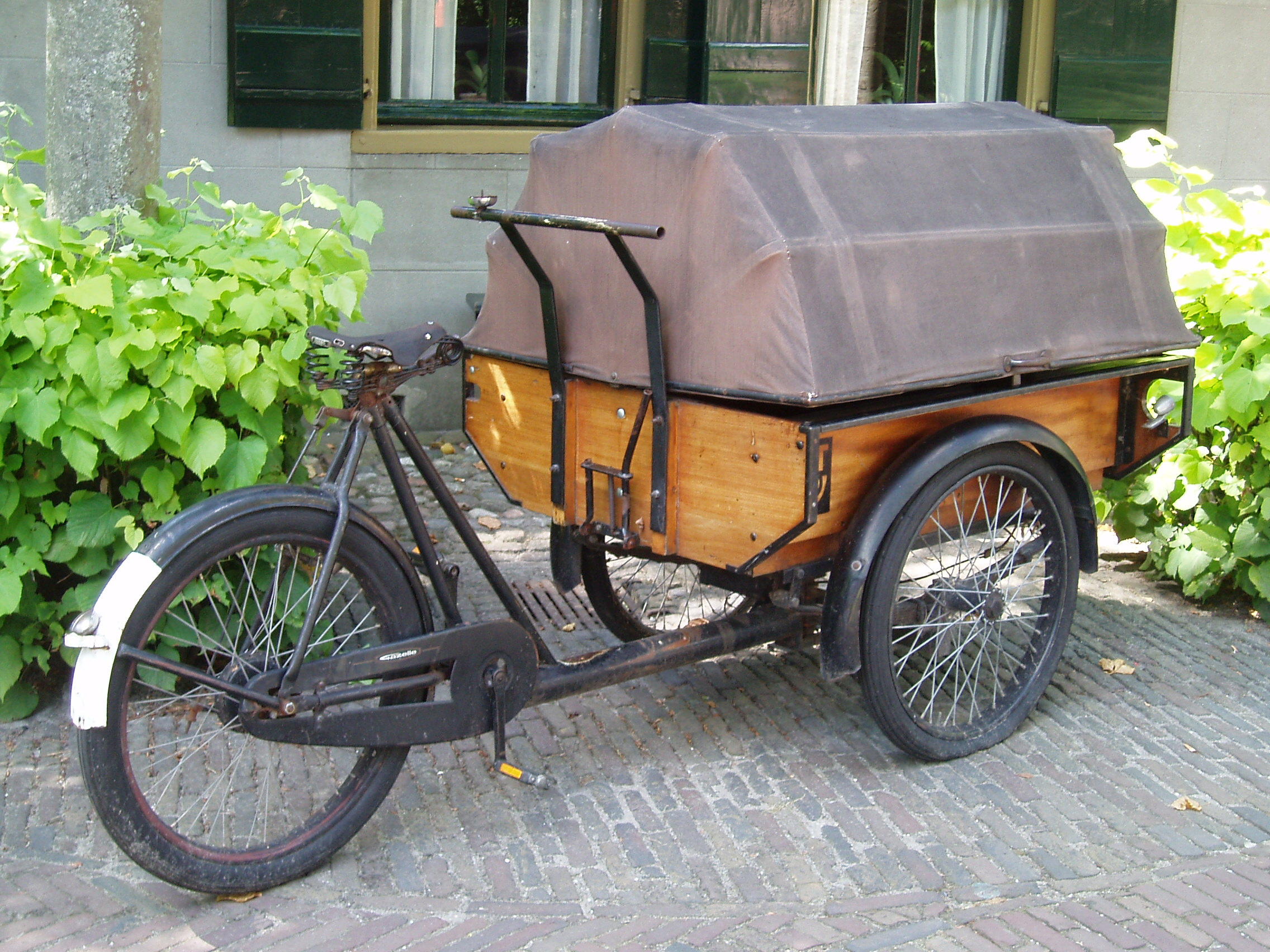
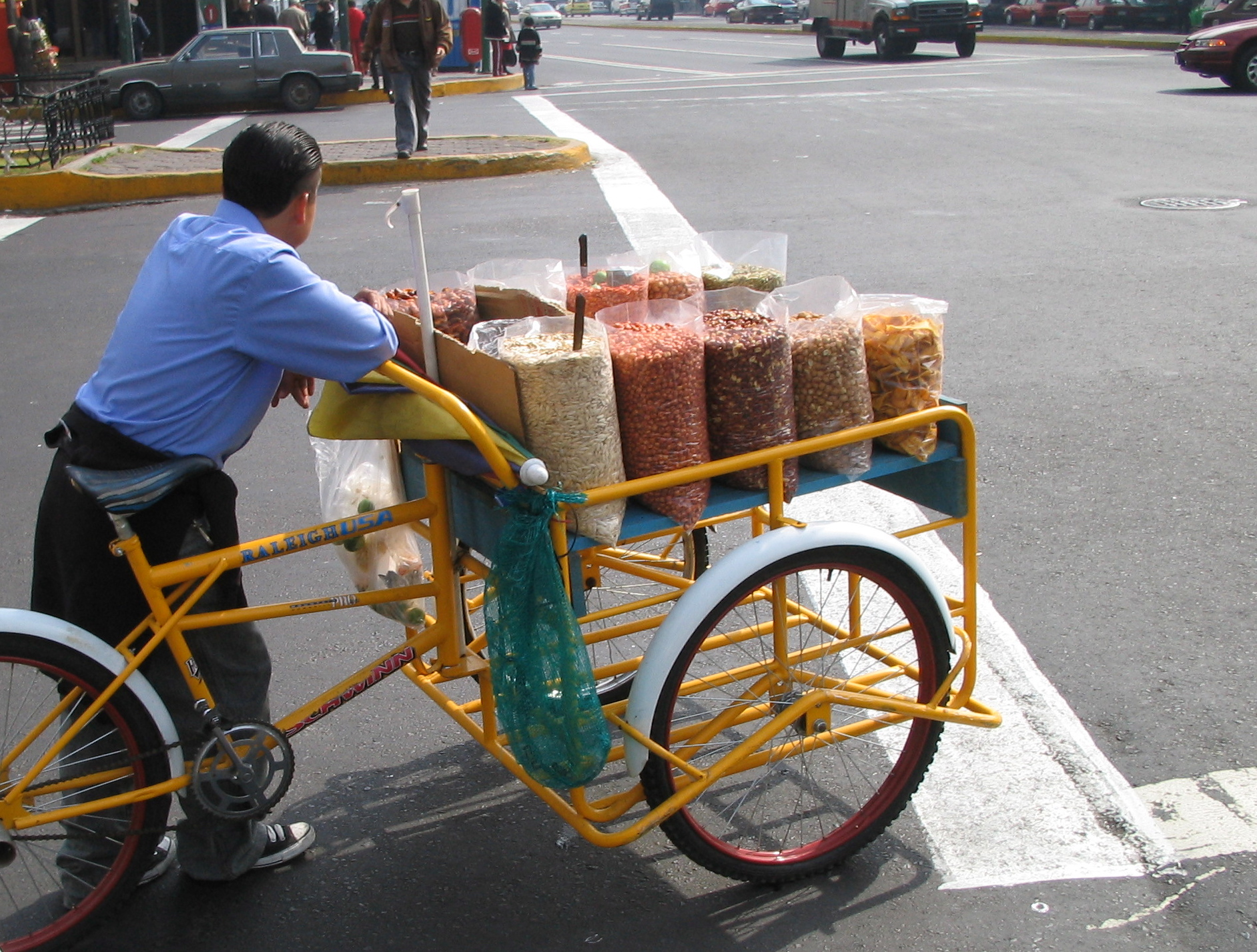
Торгівля горіхами (острів Бейнбридж, Вашингтон, США)
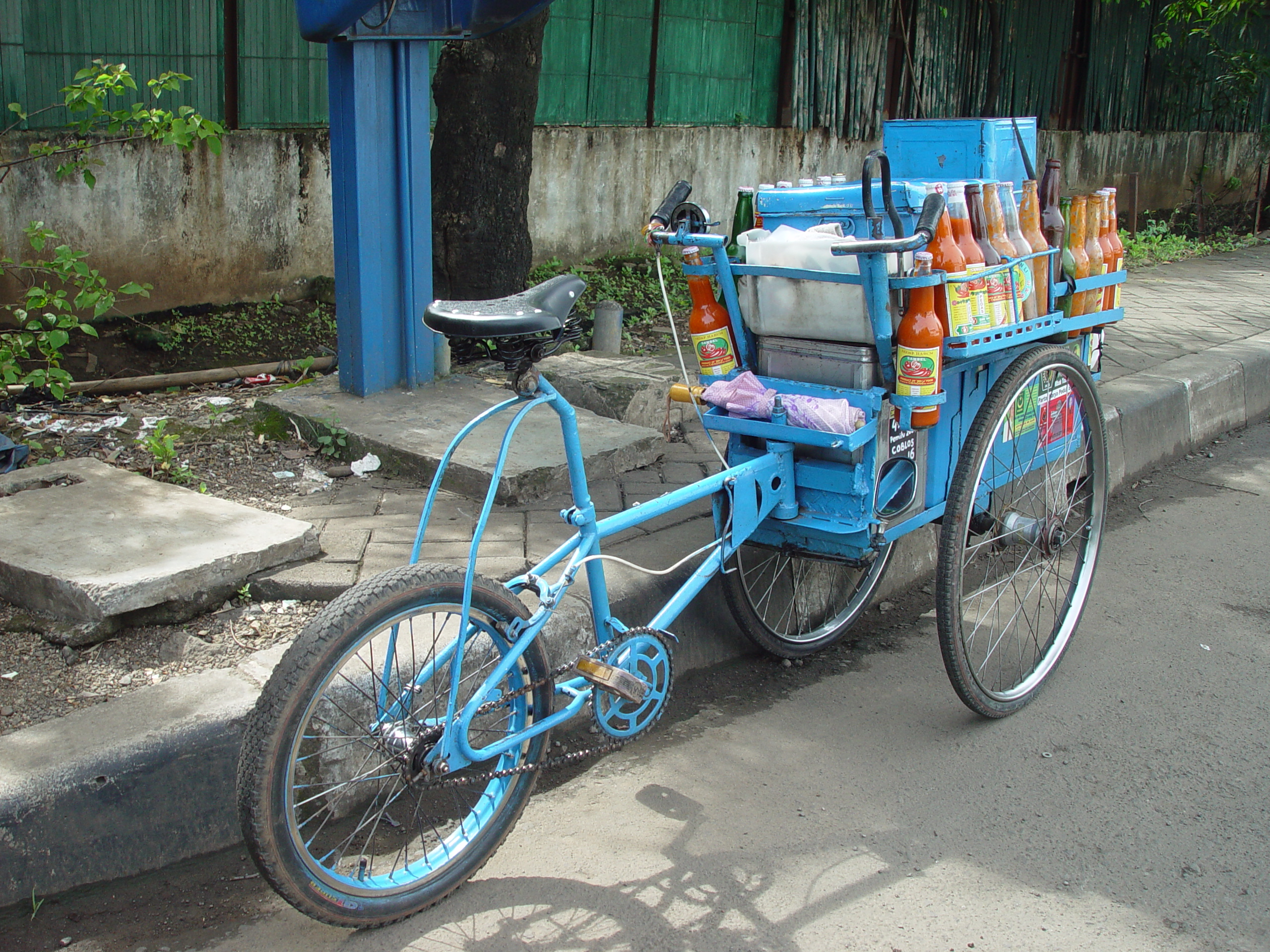
Вантажний велосипед в Індонезії
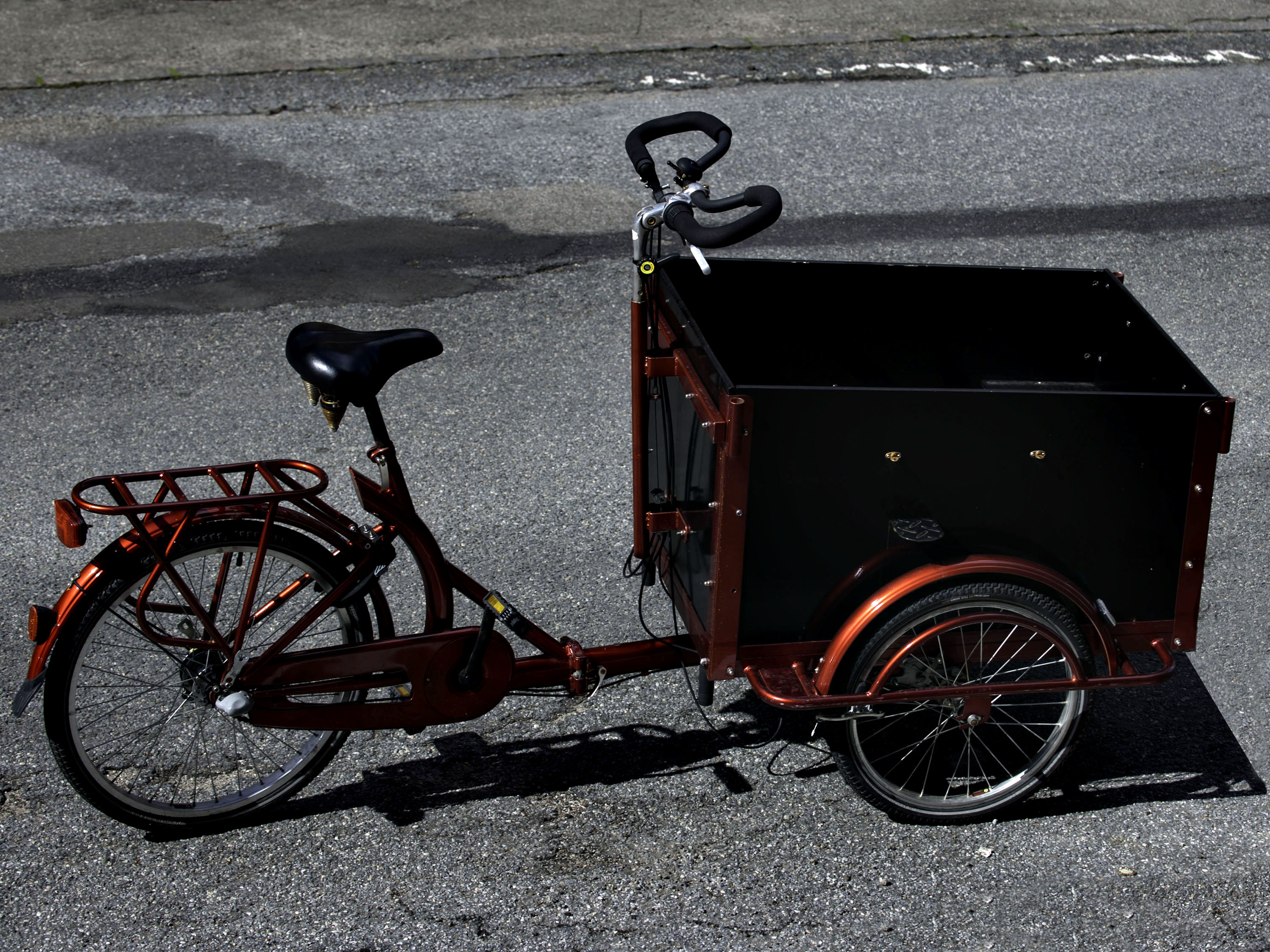
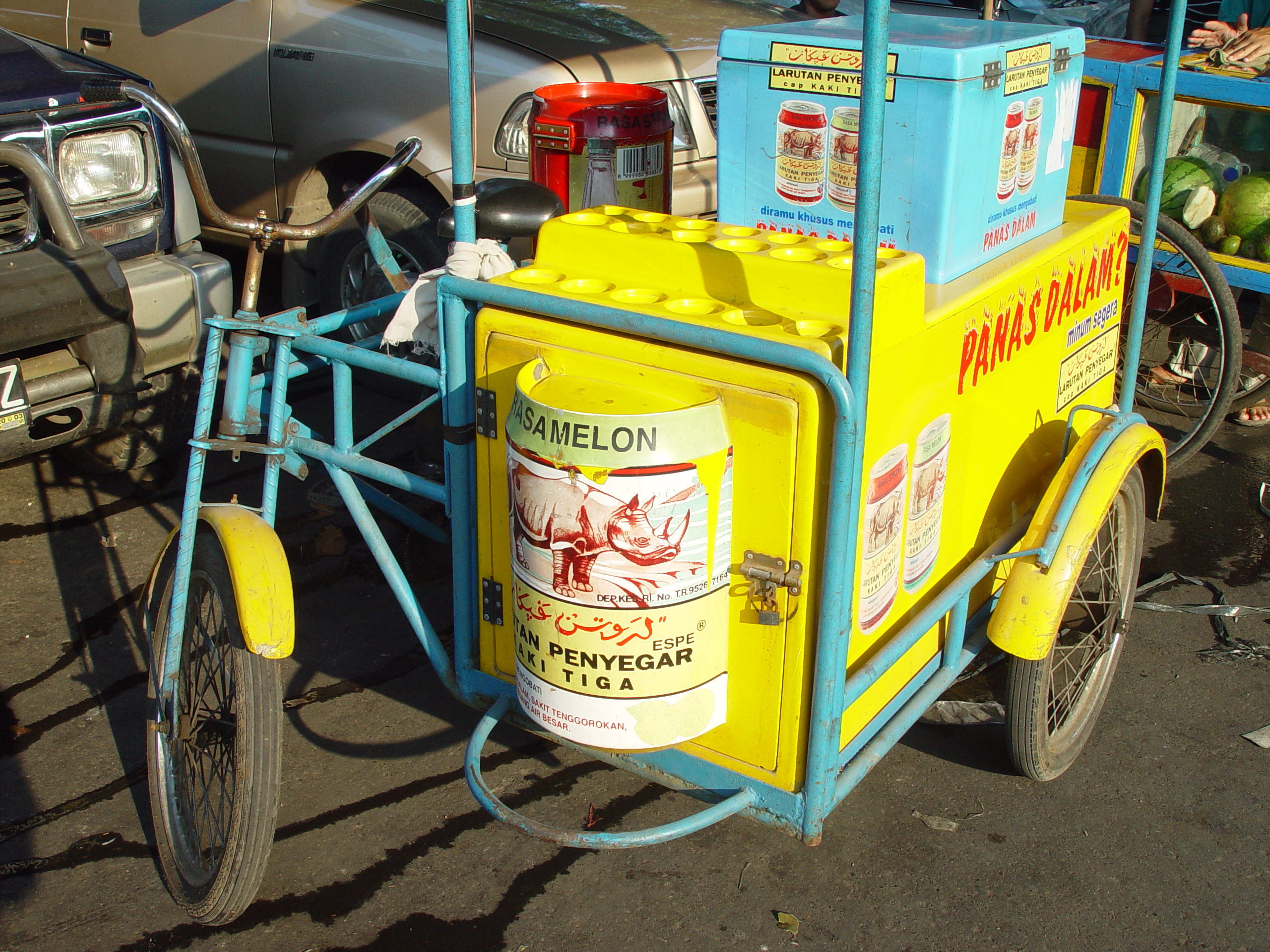
В Індонезії
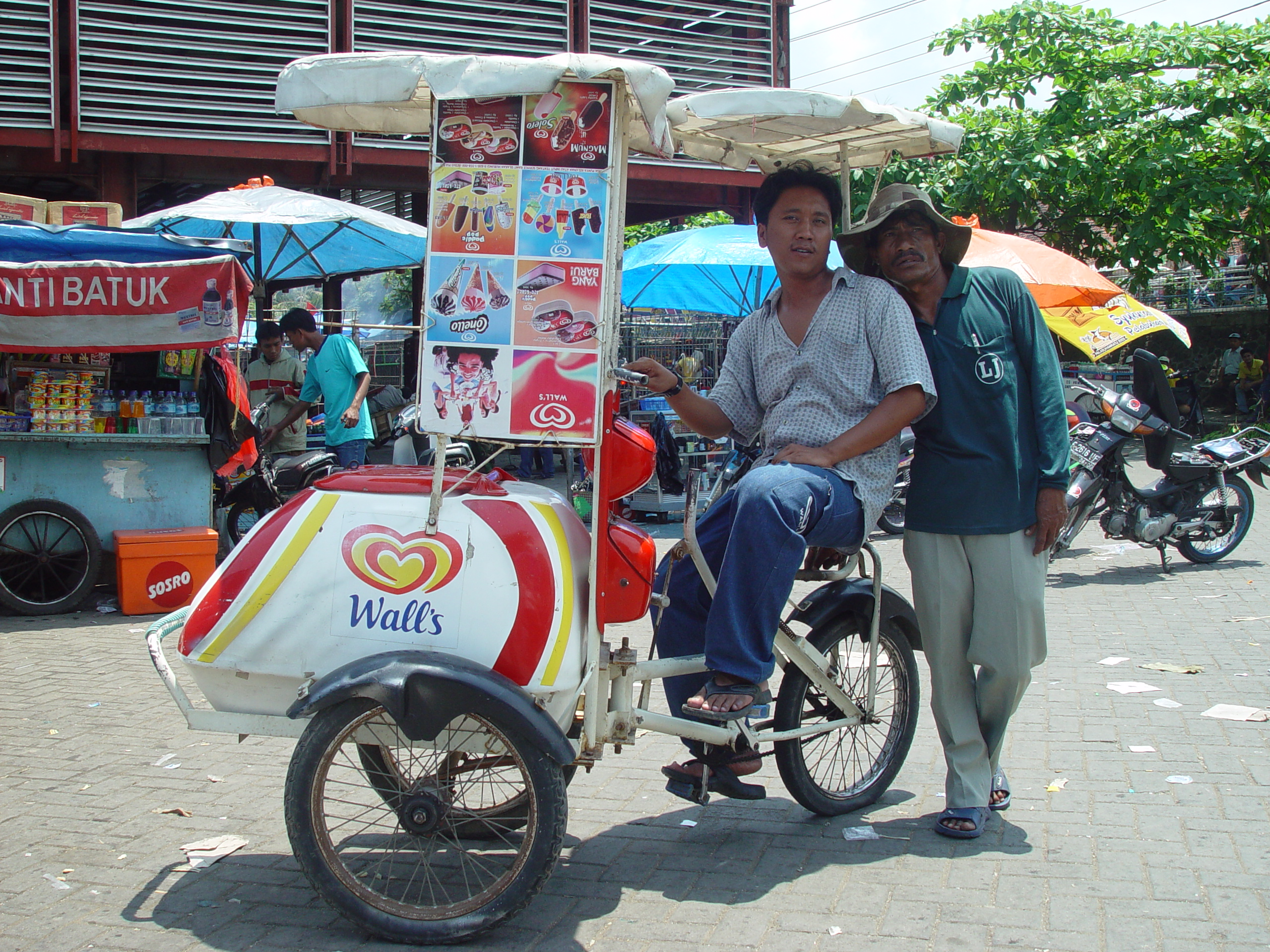
В Індонезії
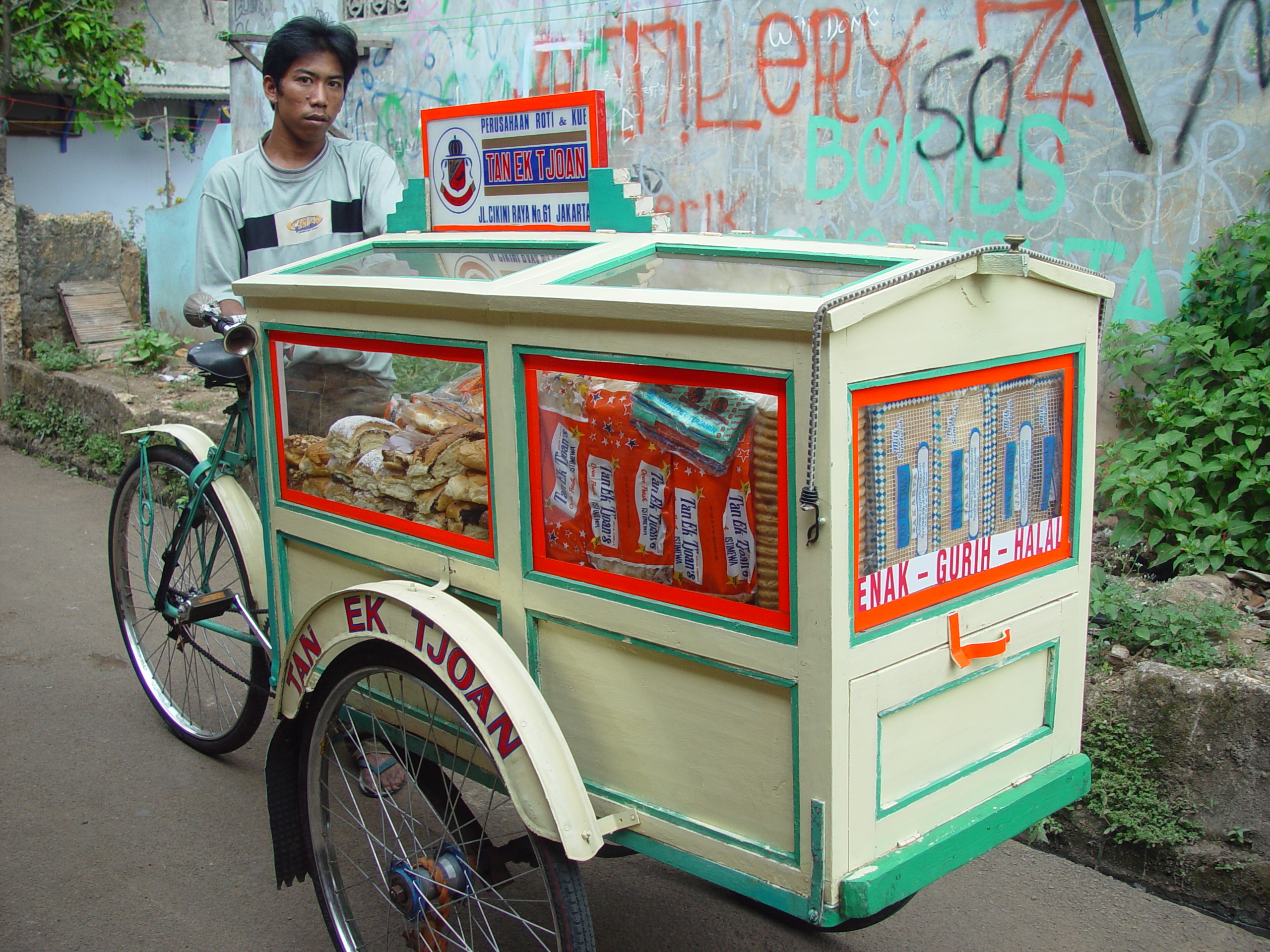
В Індонезії
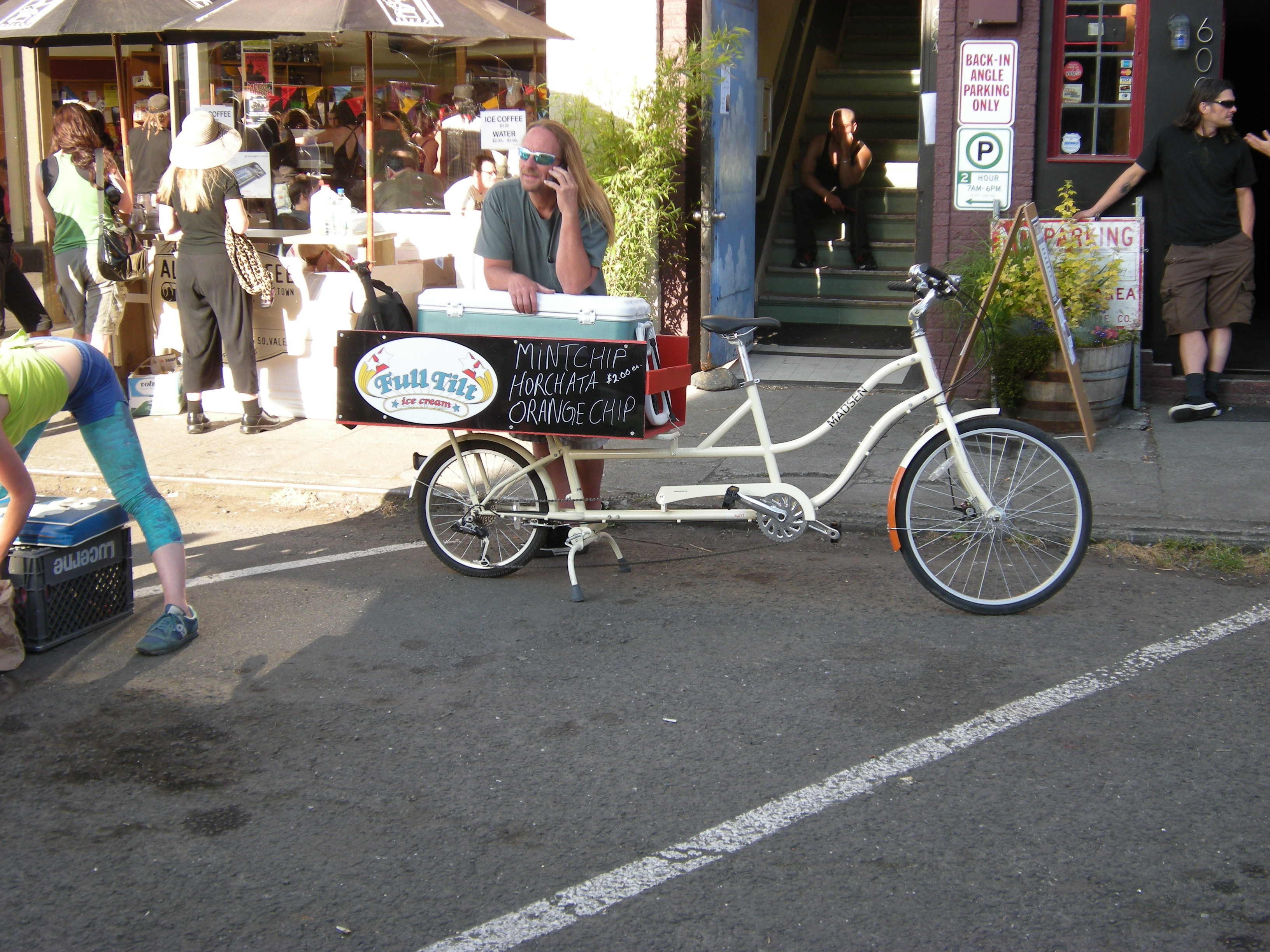
Торгівля морозивом (Вашингтон)
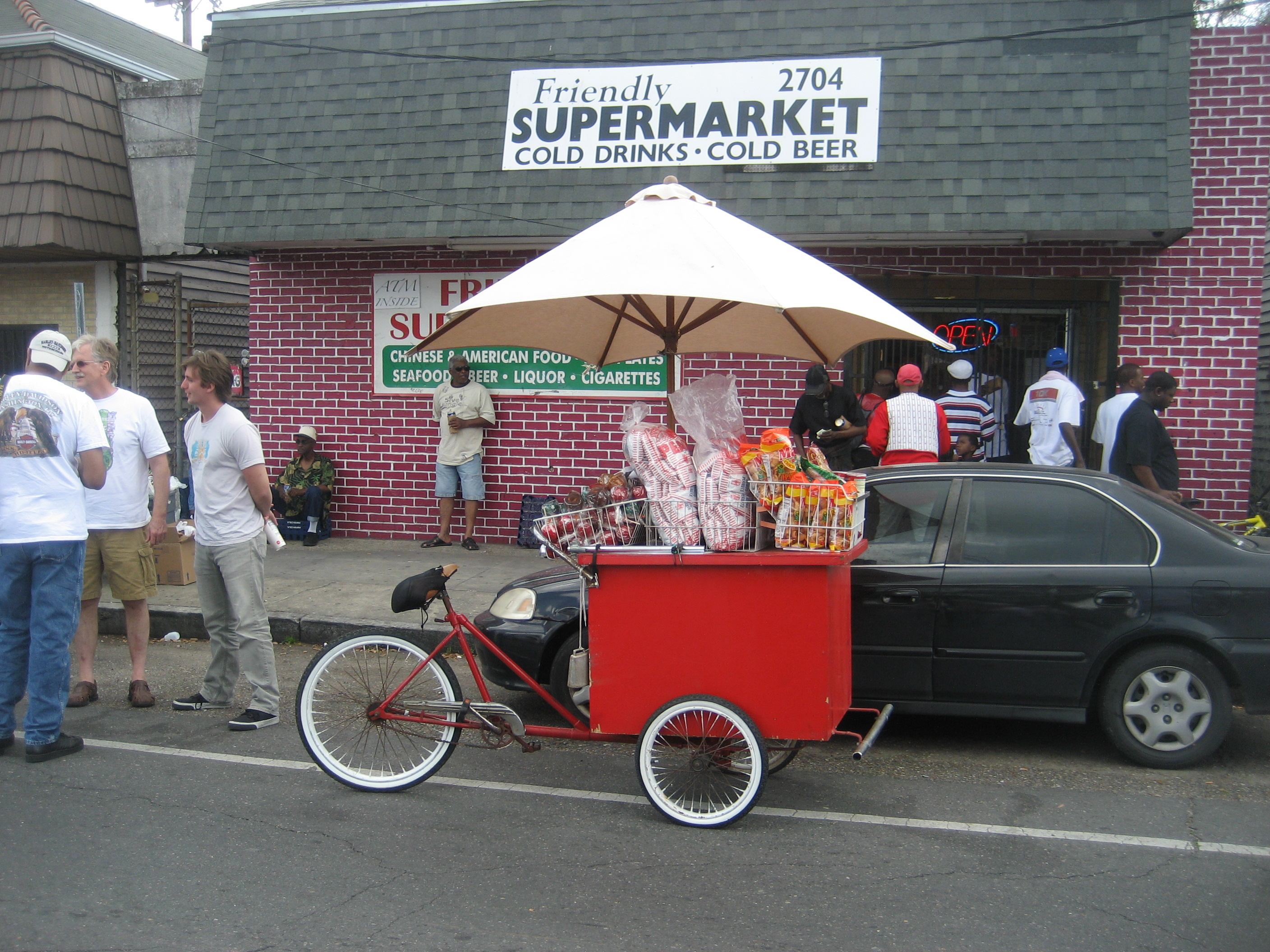
Новому Орлеані (США)
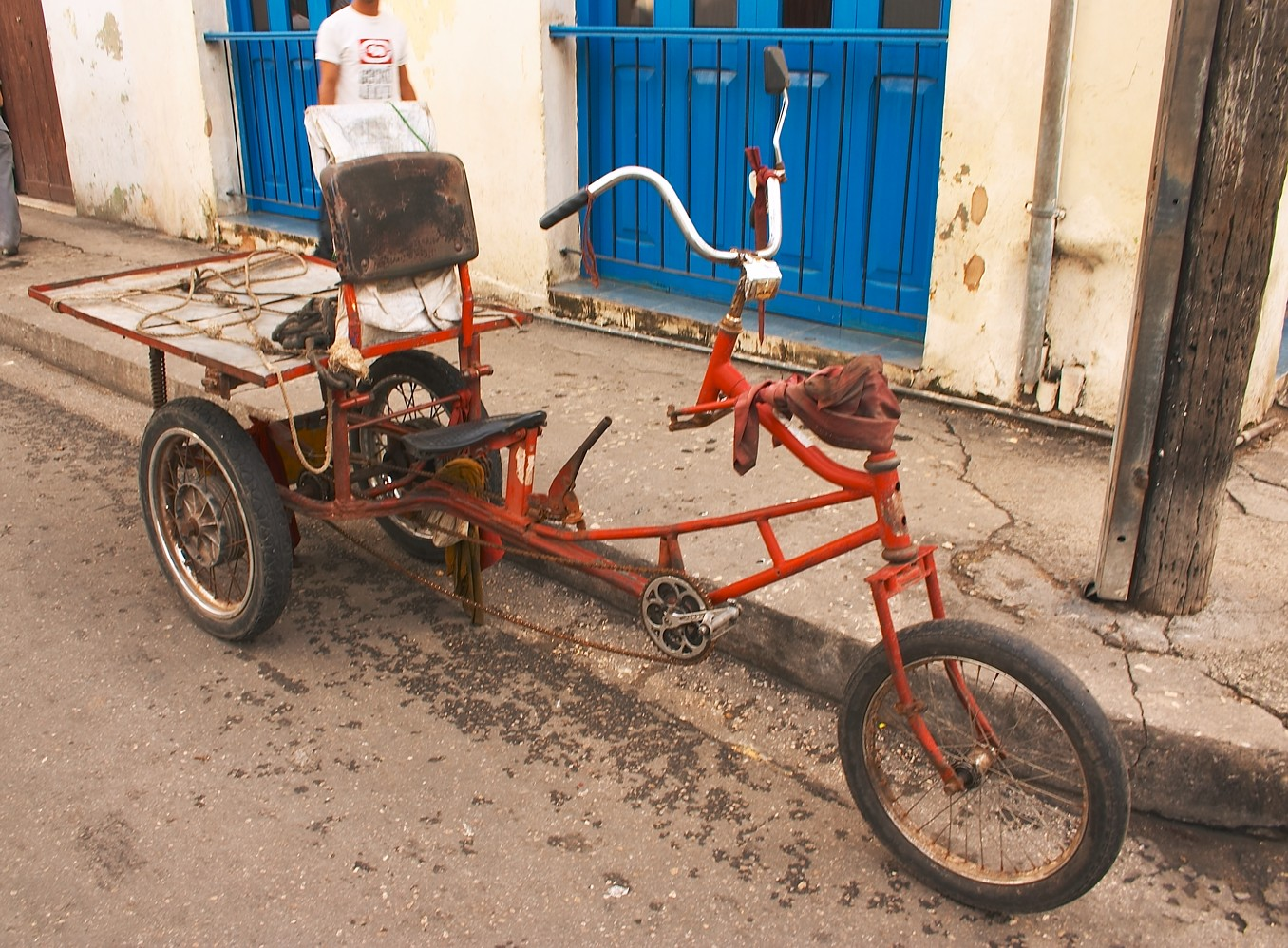
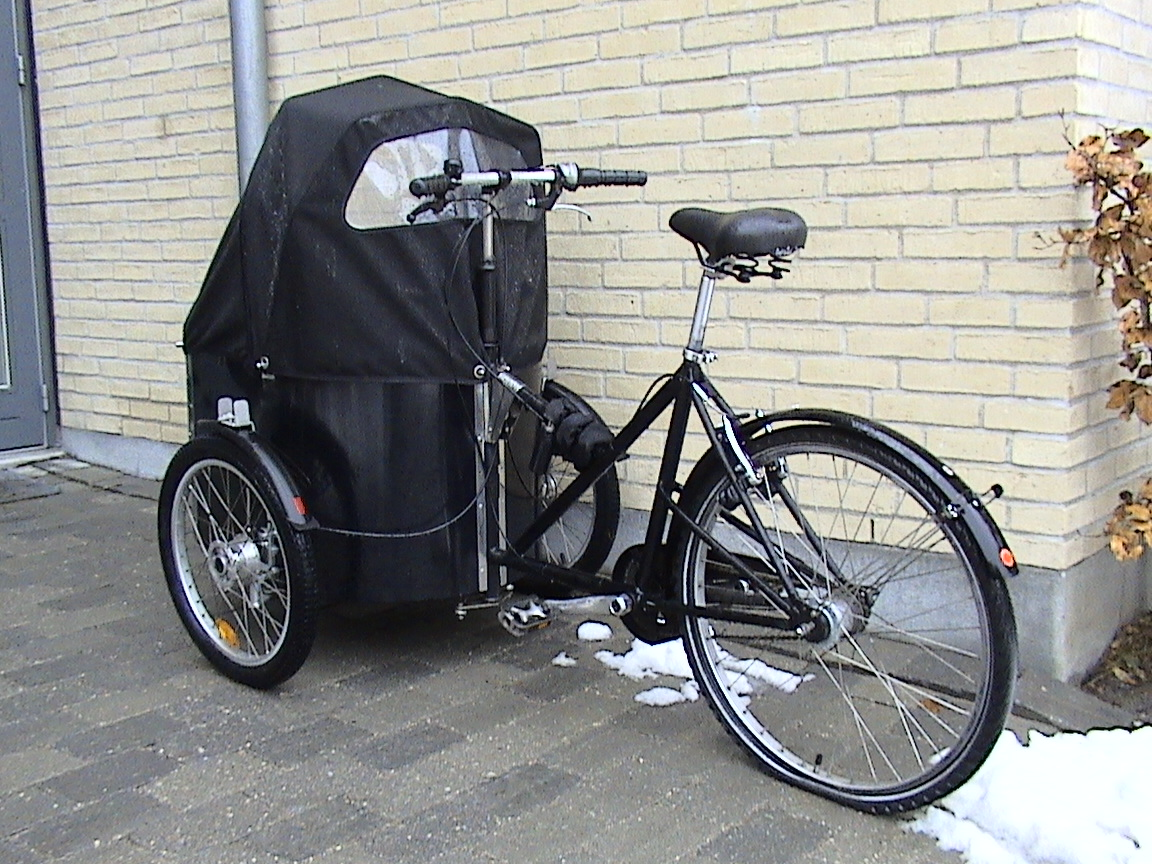
У Данії
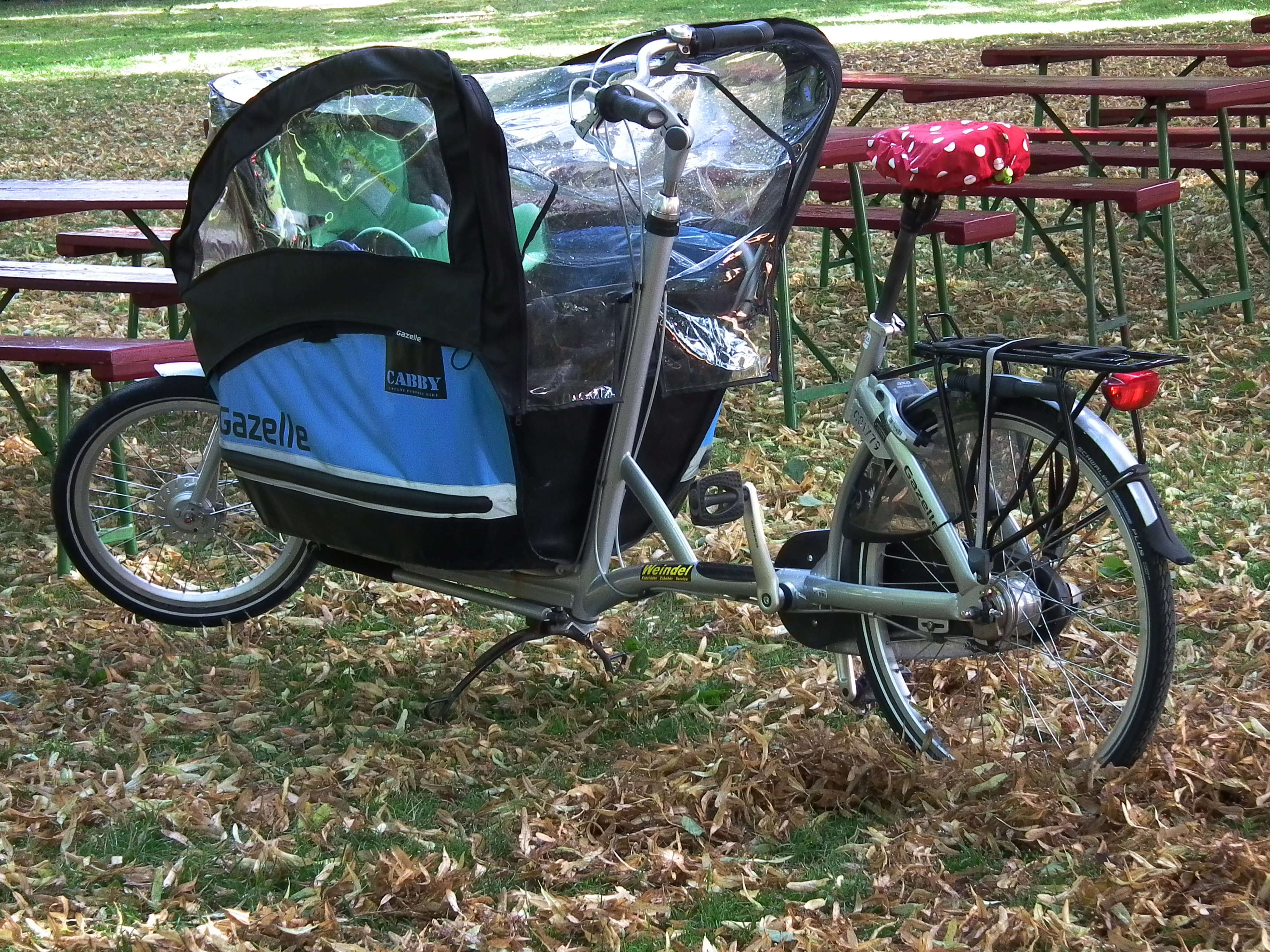
У Німеччині
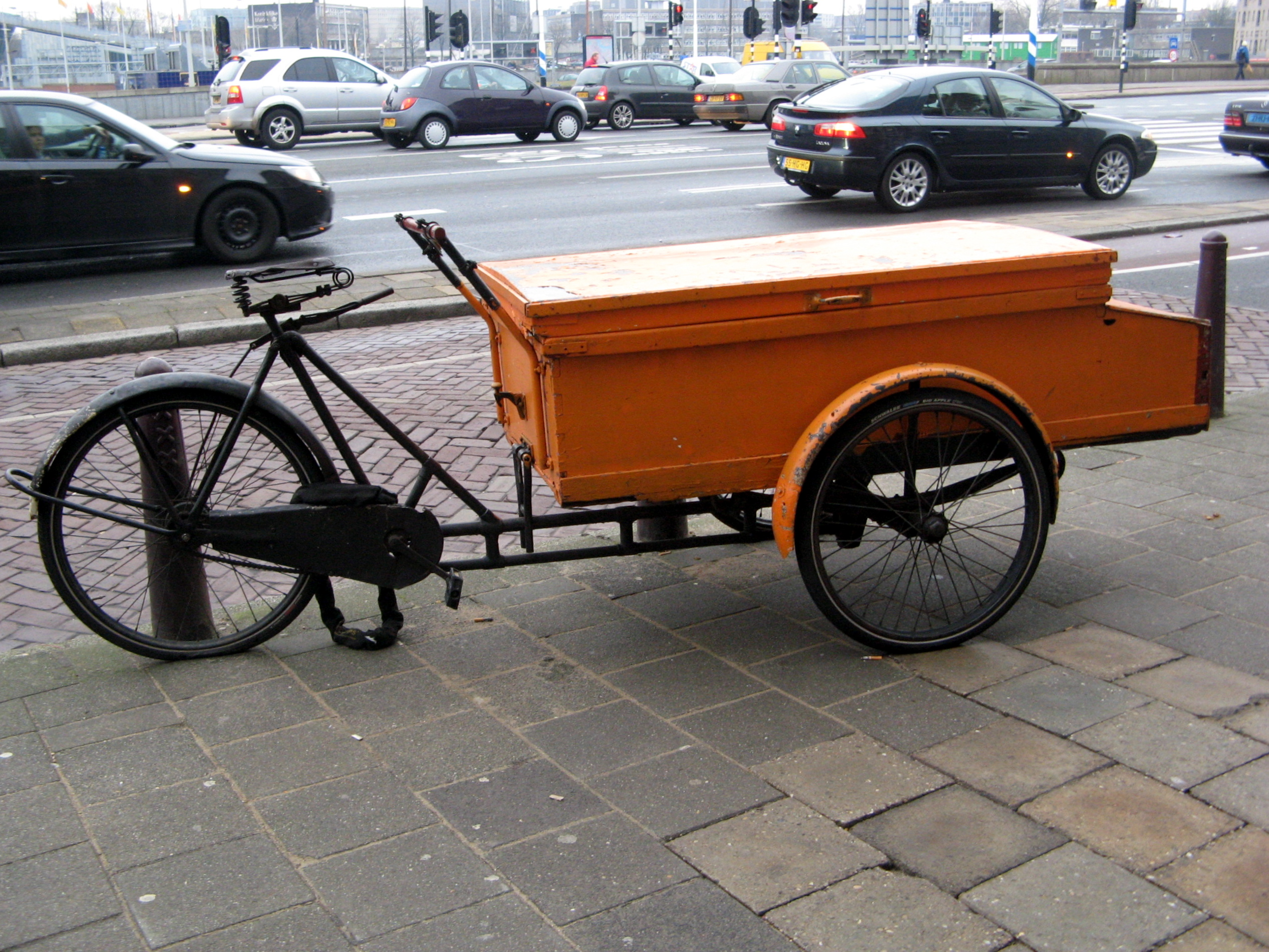
В Амстердамі